# Juan de Borja y Armendia
Juan Buenaventura de Borja y Armendia (Gandía, Valencia, 1564-Santafé de Bogotá, 1628), fue un noble español que desempeñó varias funciones en el Nuevo Reino de Granada, entre otras la de presidente de la Real Audiencia de Santa Fe de Bogotá.

## Biografía
Hijo natural de Fernando de Borja-Aragón y Castro y de Violante de Armendia y Matheu, era nieto del duque de Gandía, san Francisco de Borja, tercer general de la Compañía de Jesús. Fue legitimado por el rey Felipe III durante las Cortes de Valencia, el 14 de enero de 1604.
Se graduó de bachiller y se licenció en artes en la Universidad de Alcalá; posteriormente se hizo bachiller en cánones en la Universidad de Salamanca. 
Desempeñó varias funciones en el Nuevo Reino de Granada. Fue presidente, gobernador y capitán general de la Real Audiencia de Santafé de Bogotá, para la que fue nombrado en 1605. Tomó posesión de dicho cargo, como el séptimo presidente, a los cuarenta y un  años de edad, el 2 de octubre de 1605, la cual gobernó ininterrumpidamente durante veintidós años, hasta su muerte.
Durante su mandato, emprendió varias guerras contra los indios; la más intensa fue la pacificación de la Federación Pijao entre 1605 y 1615.
En su presidencia se instaló en Cartagena de Indias el Santo Tribunal de la Inquisición. Borja ordenó la impresión de una gramática chibcha. Extendió el cobro de la alcabala a ciudades donde este tributo no se cobraba.
En 1605 se creó un Tribunal de Cuentas de Santafé y en 1620 una cédula real dispuso la fundación de la Casa de la Moneda del Nuevo Reino de Granada.
En 1606, fundó la localidad de Natagaima, a orillas del río Magdalena.
En 1608, fundó la localidad de Coyaima.
Se le concedió el hábito de caballero de la Orden de Santiago por Real Cédula, fechada en Lerma el 22 de mayo de 1610.
Regló la conducción de indios a las minas cercanas de Mariquita, destacándose como administrador y coadjutor de la administración pública y de los progresos materiales.
Salvaguardó la navegación por el río Magdalena de las acometidas de los indios Yariguíes y Carares.
Murió en Santafé de Bogotá el 12 de febrero de 1628 y está enterrado en la iglesia Catedral, en lo alto de las gradas, al lado derecho del altar mayor. No se le siguió juicio de residencia. Se encargó de la Presidencia el oidor Lesmes de Espinosa Saravia, hasta 1630.

## Ascendencia
|  |                                                          |  |  |  |  |  |  |  |  |  |  |  |  |  |  |  |
|  | 16. Juan de Borja y Cattanei, II Duque de Gandía         |  |  |  |  |  |  |  |  |  |  |  |  |  |  |  |
|  |                                                          |  |  |  |  |  |  |  |  |  |  |  |  |  |  |  |
|  |                                                          |  |  |  |  |  |  |  |  |  |  |  |  |  |  |  |
|  | 8. Juan de Borja y Enríquez de Luna, III Duque de Gandía |  |  |  |  |  |  |  |  |  |  |  |  |  |  |  |
|  |                                                          |  |  |  |  |  |  |  |  |  |  |  |  |  |  |  |
|  |                                                          |  |  |  |  |  |  |  |  |  |  |  |  |  |  |  |
|  | 17. María Enríquez de Luna                               |  |  |  |  |  |  |  |  |  |  |  |  |  |  |  |
|  |                                                          |  |  |  |  |  |  |  |  |  |  |  |  |  |  |  |
|  |                                                          |  |  |  |  |  |  |  |  |  |  |  |  |  |  |  |
|  | 4. Francisco de Borja y Aragón, IV Duque de Gandía       |  |  |  |  |  |  |  |  |  |  |  |  |  |  |  |
|  |                                                          |  |  |  |  |  |  |  |  |  |  |  |  |  |  |  |
|  |                                                          |  |  |  |  |  |  |  |  |  |  |  |  |  |  |  |
|  | 18. Alfonso de Aragón y Roig de Ivorra                   |  |  |  |  |  |  |  |  |  |  |  |  |  |  |  |
|  |                                                          |  |  |  |  |  |  |  |  |  |  |  |  |  |  |  |
|  |                                                          |  |  |  |  |  |  |  |  |  |  |  |  |  |  |  |
|  | 9. Juana de Aragón y de Gurrea                           |  |  |  |  |  |  |  |  |  |  |  |  |  |  |  |
|  |                                                          |  |  |  |  |  |  |  |  |  |  |  |  |  |  |  |
|  |                                                          |  |  |  |  |  |  |  |  |  |  |  |  |  |  |  |
|  | 19. Ana de Gurrea y Guerra                               |  |  |  |  |  |  |  |  |  |  |  |  |  |  |  |
|  |                                                          |  |  |  |  |  |  |  |  |  |  |  |  |  |  |  |
|  |                                                          |  |  |  |  |  |  |  |  |  |  |  |  |  |  |  |
|  | 2. Fernando de Borja y Castro                            |  |  |  |  |  |  |  |  |  |  |  |  |  |  |  |
|  |                                                          |  |  |  |  |  |  |  |  |  |  |  |  |  |  |  |
|  |                                                          |  |  |  |  |  |  |  |  |  |  |  |  |  |  |  |
|  | 20. Rodrigo de Castro                                    |  |  |  |  |  |  |  |  |  |  |  |  |  |  |  |
|  |                                                          |  |  |  |  |  |  |  |  |  |  |  |  |  |  |  |
|  |                                                          |  |  |  |  |  |  |  |  |  |  |  |  |  |  |  |
|  | 10. Álvaro de Castro "el Viejo", señor do Torrão         |  |  |  |  |  |  |  |  |  |  |  |  |  |  |  |
|  |                                                          |  |  |  |  |  |  |  |  |  |  |  |  |  |  |  |
|  |                                                          |  |  |  |  |  |  |  |  |  |  |  |  |  |  |  |
|  | 21. Leonor Coutinho                                      |  |  |  |  |  |  |  |  |  |  |  |  |  |  |  |
|  |                                                          |  |  |  |  |  |  |  |  |  |  |  |  |  |  |  |
|  |                                                          |  |  |  |  |  |  |  |  |  |  |  |  |  |  |  |
|  | 5. Leonor de Castro Mello y Meneses                      |  |  |  |  |  |  |  |  |  |  |  |  |  |  |  |
|  |                                                          |  |  |  |  |  |  |  |  |  |  |  |  |  |  |  |
|  |                                                          |  |  |  |  |  |  |  |  |  |  |  |  |  |  |  |
|  | 22. Nuno Rodríguez Barreto                               |  |  |  |  |  |  |  |  |  |  |  |  |  |  |  |
|  |                                                          |  |  |  |  |  |  |  |  |  |  |  |  |  |  |  |
|  |                                                          |  |  |  |  |  |  |  |  |  |  |  |  |  |  |  |
|  | 11. Isabel de Mello Barreto y Meneses                    |  |  |  |  |  |  |  |  |  |  |  |  |  |  |  |
|  |                                                          |  |  |  |  |  |  |  |  |  |  |  |  |  |  |  |
|  |                                                          |  |  |  |  |  |  |  |  |  |  |  |  |  |  |  |
|  | 23. Leonor de Mello y Villena                            |  |  |  |  |  |  |  |  |  |  |  |  |  |  |  |
|  |                                                          |  |  |  |  |  |  |  |  |  |  |  |  |  |  |  |
|  |                                                          |  |  |  |  |  |  |  |  |  |  |  |  |  |  |  |
|  | 1. Juan de Borja y Amendia                               |  |  |  |  |  |  |  |  |  |  |  |  |  |  |  |
|  |                                                          |  |  |  |  |  |  |  |  |  |  |  |  |  |  |  |
|  |                                                          |  |  |  |  |  |  |  |  |  |  |  |  |  |  |  |
|  | 6. Domingo Matheu (el Mediano)                           |  |  |  |  |  |  |  |  |  |  |  |  |  |  |  |
|  |                                                          |  |  |  |  |  |  |  |  |  |  |  |  |  |  |  |
|  |                                                          |  |  |  |  |  |  |  |  |  |  |  |  |  |  |  |
|  | 3. Violante de Armendia y Matheu                         |  |  |  |  |  |  |  |  |  |  |  |  |  |  |  |
|  |                                                          |  |  |  |  |  |  |  |  |  |  |  |  |  |  |  |
|  |                                                          |  |  |  |  |  |  |  |  |  |  |  |  |  |  |  |
|  | 7. Violante de Armendia                                  |  |  |  |  |  |  |  |  |  |  |  |  |  |  |  |
|  |                                                          |  |  |  |  |  |  |  |  |  |  |  |  |  |  |  |
|  |                                                          |  |  |  |  |  |  |  |  |  |  |  |  |  |  |  |

## Matrimonio y descendencia

Escudo de armas del Ducado de Gandía de los Borja o Borgia

El 3 de septiembre de 1597 contrajo matrimonio con Violante Miguel de Heredia y Forcadell, nacida en Ulldecona, hija de Jaime Miguel de Heredia y de Beatriz Forcadell. Sus descendientes se encuentran en Ecuador y Chile. Constituyendo la única descendencia patrilineal o agnaticia, del linaje, papal - ducal de Gandía, de los Borja o Borgia. Uno de sus descendientes destacados es Rodrigo Borja Cevallos, expresidente de la República del Ecuador.
| Predecesor: Francisco de Sande | Presidente de la Real Audiencia de Santa Fe de Bogotá 1605-1628 | Sucesor: Sancho Girón de Narváez |